# Cryosleep
Cryosleep est le premier album studio de Matt Bellamy, sorti le 16 juillet 2021. Il se compose de 10 morceaux instrumentaux ou chantés sortis indépendamment par l'artiste en solo ou sous le nom de ses groupes, Muse et The Jaded Hearts Club entre 2019 et 2020. Huit des dix morceaux sont sortis en 2019 et 2020.
Il ne sortira qu'au format vinyle, pour le Record Store Day 2021, en 4000 exemplaires.

## Développement
Le premier morceaux publié de l'album est Pray en avril 2019, un morceau hommage à Game of Thrones sur la compilation For The Throne. Matt Bellamy sort Tomorrow's World lors du confinement en 2020, en référence au monde de l'après COVID. Il publie ensuite les morceaux Behold, The Glove et Simulation Theory Theme, respectivement en août et septembre 2020 lors de la promotion du nouveau film de son groupe, Muse.
À l'été 2020, un EP sort; il se compose de trois versions alternatives de Unintended de Muse parue en 1999. Deux d'entre elles figurent sur l'album Cryosleep.
En septembre 2020, il publie une reprise du morceau Bridge Over Troubled Water du duo folk américain Simon and Garfunkel. En octobre, le groupe The Jaded Hearts Club, mené par Matt Bellamy lui-même, sort son premier album studio de reprises You've Always Been Here. Le morceau de clôture est Fever, interprété par ce dernier. C'est ce morceau qui se retrouvera par la suite sur l'album Cryosleep.
L'album est annoncé sur le compte Instagram de l'artiste le 7 avril 2021 pour une sortie en vinyle le 16 juillet 2021.

## L'album
L'album contient trois morceaux de Muse dans des versions alternatives; Unintended en deux versions alternatives, Guiding Light à la guitare et Take a Bow au piano. Ensuite, se trouve Bridge Over Troubled Water, une reprise de Simon and Garfunkel, son interprétation de Fever de Peggy Lee au sein du groupe The Jaded Hearts Club, présente sur l'album You've Always Been Here en 2020.
Le morceau Guiding Light est une version retravaillée du morceaux de Muse, interprété à la guitare acoustique par Matt Bellamy avec la guitare Fender Telecaster du chanteur Jeff Buckley, utilisée pour l'album Grace,.
On y trouve également deux morceaux de musique électronique instrumentaux sortis pour la bande originale du film de Muse, Simulation Theory Film, paru en 2020.
Enfin, deux morceaux originaux au piano; Pray, pour une compilation hommage à la série américaine Game of Thrones en 2019 et Tomorrow's world, morceau paru pendant le confinement du printemps 2020. La version de Pray présente sur l'album ne contient pas les chœurs en valyrien (langage de la série), présents dans la version originale.

### Couverture
La pochette de l'album a été dessinée par l'artiste Liam Pannier. Elle rappelle les images de science fiction spatiale. Un homme pose à bord d'un vaisseau spatial rappelant celui de 2001 : L'Odyssée de l'espace. Il est torse nu, ne portant qu'un bas de pyjama bleu ciel et regardant le vide de l'espace par la fenêtre. Il s'est échappé d'une capsule de cryogénisation derrière lui (Cryosleep) parmi de nombreuses autres autour de lui, dans lesquelles dorment encore d'autres personnes.

### Liste des titres
La liste des titres est annoncée le 7 avril 2021 sur Instagram avec l'annonce de l'album et ainsi que la pochette.
| 1.    | Unintended (Acoustic)                  | 4:02 |
| 2.    | Bridge Over Troubled Water             | 3:15 |
| 3.    | Behold, The Glove                      | 2:29 |
| 4.    | Take a Bow (Four Hands Piano)          | 4:48 |
| 5.    | Pray                                   | 3:55 |
| 6.    | Tomorrow's World                       | 3:00 |
| 7.    | Guiding Light (on Jeff's Guitar)       | 3:52 |
| 8.    | Simulation Theory Theme (Instrumental) | 3:10 |
| 9.    | Fever                                  | 3:33 |
| 10.   | Unintended (Piano Lullaby)             | 4:00 |
| 34:30 |                                        |      |